# Mieczysław Oxner
Mieczysław Oxner (ur. 31 grudnia 1879 w Rudzie Guzowskiej, zm. 4 lipca 1944 w Auschwitz-Birkenau) – polski oceanograf, zoolog.

## Życiorys
Urodził się w rodzinie żydowskiego przemysłowca i posiadacza ziemskiego Karola Oxnera i Leonilli z domu Nowak. Po ukończeniu w 1899 rządowej szkoły średniej w Warszawie został zmuszony do kontynuowania nauki zagranicą, było to związane z uczestnictwem w tajnej organizacji patriotycznej. Do 1902 przebywał w Berlinie, gdzie studiował medycynę i nauki przyrodnicze pod kierunkiem prof. Franza Eilharda Schulzego. Tam również angażował się w działalność niepodległościową, toteż w 1902 wydalono go z uczelni i nakazano opuszczenie Cesarstwa Niemieckiego. Wyjechał do Zurychu, gdzie studiował zoologię na Wydziale Pedagogicznym tamtejszego uniwersytetu. Prowadził badania naukowe nad rozwojem, rozmieszczeniem i regeneracją gruczołów białkowych w nabłonku skóry ryb morskich, przebywał w stacjach naukowych w Roseoff i Villefranche. W listopadzie 1905 przedstawił rozprawę „Ueber die Kolbenzellen in der Epidermis der Fische, ihre Form, Verteilung, Entstehung und Bedeutung” i na jej podstawie uzyskał stopień doktora filozofii w dziedzinie zoologii. Następnie wyjechał do Paryża, gdzie studiował w Collège de France fizjologię zwierząt, a także pracował w laboratorium zoologicznym na Sorbonie. W kwietniu 1907 wyjechał do Monako, gdzie otrzymał etat w Muzeum Oceanograficznym. Początkowo był sekretarzem i preparatorem, po trzech latach awansował na asystenta, a w 1928 otrzymał stanowisko wicedyrektora muzealnego laboratorium chemicznego. Specjalizował się w budowie wielkich akwariów miejskich i aklimatyzacji zwierząt w nich żyjących, opiekował się i stale rozbudowywał wielkie Akwarium Muzeum Oceanograficznego. Opracował własną metodę analizy chemicznej wody morskiej, a także sposoby zwalczania chorób ryb akwariowych. Posiadał szeroką wiedzę w zakresie biologii ryb morskich oraz robaków z rodziny wstężnic (Nemertini). W połowie lat 30. został polskim konsulem honorowym w Monako. Po wybuchu II wojny światowej udzielał wsparcia rodakom, których działania zbrojne zastały w Monako i na terenach sąsiadujących. Nawiązał współpracę z komisją epidemiologiczną Ligi Narodów i organizacjami naukowymi działającymi w zachodniej Europie. 1 maja 1944 został uprowadzony przez hitlerowców z własnego mieszkania i uwięziony w Nicei, a następnie 3 czerwca został umieszczony w obozie przejściowym w Drancy, skąd 30 czerwca został przetransportowany razem z ludnością żydowską do obozu w Auschwitz, gdzie prawdopodobnie natychmiast po dotarciu na miejsce zginął w komorze gazowej.

## Dorobek naukowy
Dorobek naukowy Mieczysława Oxnera obejmuje ponad pięćdziesiąt prac naukowych na tematy związane z systematyką i regeneracją wstężnic. Piętnaście prac napisał wspólnie z Józefem Nusbaumem-Hilarowiczem, którego poznał w 1909. Przebywając na stałe poza granicami ojczyzny zabiegał o stworzenie w Polsce morskiej stacji biologicznej współpracującej z muzeum w Monako.

## Odznaczenia
- Order Korony Włoch;
- Order Korony Belgijskiej;
- Order Świętego Karola (Monako);
- Order Świętego Jakuba od Miecza (Portugalia);
- Legia Honorowa;
- Order Odrodzenia Polski (1928).